# Alcee Hastings
Pour les articles homonymes, voir Hastings.
Alcee Lamar Hastings, né le 5 septembre 1936 à Altamonte Springs et mort le 6 avril 2021 à Fort Lauderdale, est un homme politique américain, élu du Parti démocrate de Floride à la Chambre des représentants des États-Unis de 1993 à 2021.

## Biographie

### Origines, études et débuts
Alcee Hastings est originaire d'Altamonte Springs dans le comté de Seminole en Floride, il est le fils de Julius C. Hastings et de Mildred L. Hastings, des domestiques. Diplômé d'un doctorat en droit de la Florida Agricultural and Mechanical University en 1963, il devient avocat. En 1970, il est candidat au Sénat des États-Unis mais est battu lors de la primaire démocrate,.

### Carrière de juge
Il devient juge dans le comté de Broward en 1977 puis juge fédéral du district du sud de la Floride à partir de 1979. Il est alors le premier juge fédéral afro-américain de Floride. En 1989, la Chambre des représentants vote une procédure d'impeachment (413 voix contre 3) pour corruption, parjure et faux. Il est notamment accusé d'avoir reçu 150 000 dollars de pots-de-vin en échange de condamnations moins sévères. Le Sénat le condamne deux mois plus tard. Si Alcee Hastings a été acquitté par jury pour ces faits en 1983, de nouvelles preuves laissent alors à penser qu'il avait falsifié des documents en sa faveur.

### Carrière politique
Peu après sa condamnation, il annonce sa candidature au poste de gouverneur de Floride. En 1990, il se présente finalement à l'élection du secrétaire d’État de Floride. Il arrive deuxième de la primaire démocrate et finit largement battu par le journaliste Jim Minter au second tour.
Lors des élections de 1992, il se présente à la Chambre des représentants des États-Unis dans le 23e district de Floride, créée pour représenter l'électorat afro-américain. Deuxième du premier tour de la primaire démocrate (28 % contre 35 %), il remporte le second tour face à Lois Frankel. Il est élu avec 58,5 % des voix devant le républicain Ed Fielding (31,1 %) et l'indépendant Al Woods (10,3 %). Depuis, il est réélu tous les deux ans avec toujours plus de 73 % des suffrages (dans le 23e district puis dans le 20e district à partir de 2013).